# Râul Oșoiu, Groșeni
Râul Oșoiu este un curs de apă, afluent al râului Groșeni.

## Hărți
- Harta județului Arad
- Harta munții Apuseni